# Collepasso
Collepasso (Culupazzu in dialetto salentino) è un comune italiano di 5 461 abitanti della provincia di Lecce in Puglia.
Situato nell'entroterra della penisola salentina sulle alture delle Serre Salentine; ha ottenuto l'autonomia amministrativa nel 1907 distaccandosi dal comune di Cutrofiano.

## Geografia fisica

### Territorio
L'abitato di Collepasso sorge sulle pendici della Serra di Sant'Eleuterio ed è situato a valle del territorio denominato Macche, che costituisce uno dei punti più elevati della provincia di Lecce. Il territorio comunale, che occupa una superficie di 12,48 km² nella parte centro-occidentale del Salento, è compreso fra i 102 e i 180 m s.l.m., con un'escursione altimetrica di 78 metri. Nelle campagne di Collepasso nasce il canale dell'Asso, un breve corso idrico che si sviluppa nell'area a nord del paese fino a confluire in un inghiottitoio carsico a nord di Nardò. Il reticolo idrografico dell'Asso si sviluppa sui sedimenti sabbioso limosi del Pleistocene medio, inizialmente con numerosi solchi erosivi ben incisi dalle scarpate alte fino a 10 metri e poi con due canali separati. Questi confluiscono in un unico solco, con scarpate fluviali alte fino a 6-7 metri incise tra i sedimenti del Pleistocene medio e le calcareniti del Pleistocene inferiore. L'ultimo tratto dell'Asso, che prende il nome di Canale Paduli, scorre infine nell'area di Nardò, verso un bacino idrografico e verso i punti assorbenti perimetrali, nei quali defluisce.
Il territorio comunale confina a nord con il comune di Neviano, a nord e a est con il comune di Cutrofiano, a sud con i comuni di Supersano, Casarano e Matino, a ovest con il comune di Parabita.
- Classificazione sismica: zona 4 (sismicità molto bassa), Ordinanza PCM n. 3274 del 20/03/2003

### Clima
Dal punto di vista meteorologico Collepasso rientra nel territorio del basso Salento che presenta un clima prettamente mediterraneo, con inverni miti ed estati caldo umide. In base alle medie di riferimento, la temperatura media del mese più freddo, gennaio, si attesta attorno ai +9 °C, mentre quella del mese più caldo, agosto, si aggira sui +25,1 °C. Le precipitazioni medie annue, che si aggirano intorno ai 676 mm, presentano un minimo in primavera-estate e un picco in autunno-inverno.
Facendo riferimento alla ventosità, i comuni del basso Salento risentono debolmente delle correnti occidentali grazie alla protezione determinata dalle serre salentine che creano un sistema a scudo. Al contrario le correnti autunnali e invernali da Sud-Est, favoriscono in parte l'incremento delle precipitazioni, in questo periodo, rispetto al resto della penisola.
| Collepasso                 | Mesi | Mesi | Mesi | Mesi | Mesi | Mesi | Mesi | Mesi | Mesi | Mesi | Mesi | Mesi | Stagioni | Stagioni | Stagioni | Stagioni | Anno |
| Collepasso                 | Gen  | Feb  | Mar  | Apr  | Mag  | Giu  | Lug  | Ago  | Set  | Ott  | Nov  | Dic  | Inv      | Pri      | Est      | Aut      | Anno |
| -------------------------- | ---- | ---- | ---- | ---- | ---- | ---- | ---- | ---- | ---- | ---- | ---- | ---- | -------- | -------- | -------- | -------- | ---- |
| T. max. media (°C)         | 12,4 | 13,0 | 14,8 | 18,1 | 22,6 | 27,0 | 29,8 | 30,0 | 26,4 | 21,7 | 17,4 | 14,1 | 13,2     | 18,5     | 28,9     | 21,8     | 20,6 |
| T. min. media (°C)         | 5,6  | 5,8  | 7,3  | 9,6  | 13,3 | 17,2 | 19,8 | 20,1 | 17,4 | 13,7 | 10,1 | 7,3  | 6,2      | 10,1     | 19,0     | 13,7     | 12,3 |
| Precipitazioni (mm)        | 80   | 60   | 70   | 40   | 29   | 21   | 14   | 21   | 53   | 96   | 109  | 83   | 223      | 139      | 56       | 258      | 676  |
| Umidità relativa media (%) | 79,0 | 78,9 | 78,6 | 77,8 | 75,7 | 71,1 | 68,4 | 70,2 | 75,4 | 79,3 | 80,8 | 80,4 | 79,4     | 77,4     | 69,9     | 78,5     | 76,3 |

- Classificazione climatica di Collepasso:[7]
  - Zona climatica: C
  - Gradi giorno: 1290

## Origini del nome
Il toponimo compare per la prima volta in un documento greco del XII secolo (Koulopatze). In altri antichi scritti il nome compare nella forma latina volgarizzata di Colopati e Colopaci. Questa etimologia deriverebbe dall'abbreviazione delle parole composte (Ni)colau (I)patius o (Ni)colaus-pagi. La prima significherebbe casale di Nicola Ippazio, la seconda villaggio di Nicola o di San Nicola a testimonianza di un casale bizantino distrutto dai Saraceni prima dell'XI secolo. La versione attuale del toponimo è di derivazione ottocentesca. Si trattò di un voluto mutamento, dovuto a un processo di ingentilimento linguistico della vecchia espressione. Per arrivare all'attuale etimologia si fece riferimento a termini latini settecenteschi (Colyspassi, Collispassi, Collispatium) riferibili all'orografia del territorio in quanto era un transito obbligato per oltrepassare le serre salentine. Da collis passus, che significa "colle del passaggio", derivò Collepasso.

## Storia
Un primo insediamento abitativo è attestato sin dal XIII secolo ed era denominato Colopati o Colopaci. Incomprensibilmente, ma forse dovuto al saccheggio e alle devastazioni arrecate dai Turchi, il casale si spopolò totalmente e scomparve tra la fine del XIV e gli inizi del XV secolo. Tuttavia il feudo continuò ad appartenere a varie famiglie feudatarie, l'ultima delle quali fu, dal 1692, la famiglia Leuzzi. Alla fine del XVI secolo sul territorio di Collepasso è documentata la presenza di un certo numero di masserie nelle quali vivevano famiglie di coloni o lavoratori stagionali, che ovviamente non potevano costituire una comunità organizzata.
La svolta per Collepasso si ebbe solo nel 1805, allorché per iniziativa della giovane baronessa Maria Aurora Leuzzi Contarini e del conte Bartolomeo degli Alberti di Enno, giunti da Napoli, si trasferirono nel palazzo feudale. Si ricostituì il nuovo villaggio di Collepasso e i feudatari richiamarono sui terreni del feudo contadini provenienti dai paesi limitrofi facendo loro alcune concessioni enfiteutiche per fabbricati, altre per piantagioni e viti. Il borgo di Collepasso si costituì come frazione del Comune di Cutrofiano. Il conte si occupò di tracciare la topografia delle strade limitrofe al castello Baronale dove i due risiedevano. Tale piano regolatore, però, non venne rispettato del tutto, poiché tra il 1813 e il 1816 sorsero delle abitazioni in maniera disordinata. Tale evenienza si dimostrò un fatto positivo per lo sviluppo del piccolo villaggio, poiché si diede il via ad un'attività di lavori campestri e manuali, legati all'agricoltura.
Lo sviluppo ebbe un rapido incremento a partire dal 1851, quando fu completata la strada statale che collega Maglie a Gallipoli e che tocca Collepasso. In seguito furono costruite le vie provinciali per Neviano, Tuglie, Casarano, Galatina e Cutrofiano. Nel 1861 venne svolto il primo censimento nel quale Collepasso registrò 1 067 abitanti.
La popolazione cominciò a crescere e ad espandersi, raggiungendo i 2 700 abitanti nel 1907. In questo anno, con apposita legge proposta dal deputato Antonio Vallone di Galatina, venne proclamata l'autonomia comunale con R.D. n.319 del 6 giugno 1907, firmato dal Re Vittorio Emanuele III. Il 10 dicembre 1911 fu emanato, dopo lunghe diatribe con l'ex capoluogo Cutrofiano, il Regio Decreto che definiva la delimitazione territoriale del nuovo Comune di Collepasso. La prima amministrazione comunale si ebbe con il Commissariato composto da Angelo Marra, Cosimo Marzano e Cosimo Malorgio. Il 18 febbraio 1912 fu eletto il primo Consiglio comunale e il primo sindaco fu Carlo Viva.

### Simboli
Lo stemma e il gonfalone sono stati concessi con DPR del 10 gennaio 1951.
Stemma
(D.P.R. 10 gennaio 1951)
Gonfalone

## Monumenti e luoghi d'interesse

### Architetture religiose

#### Chiesa della Natività di Maria Vergine

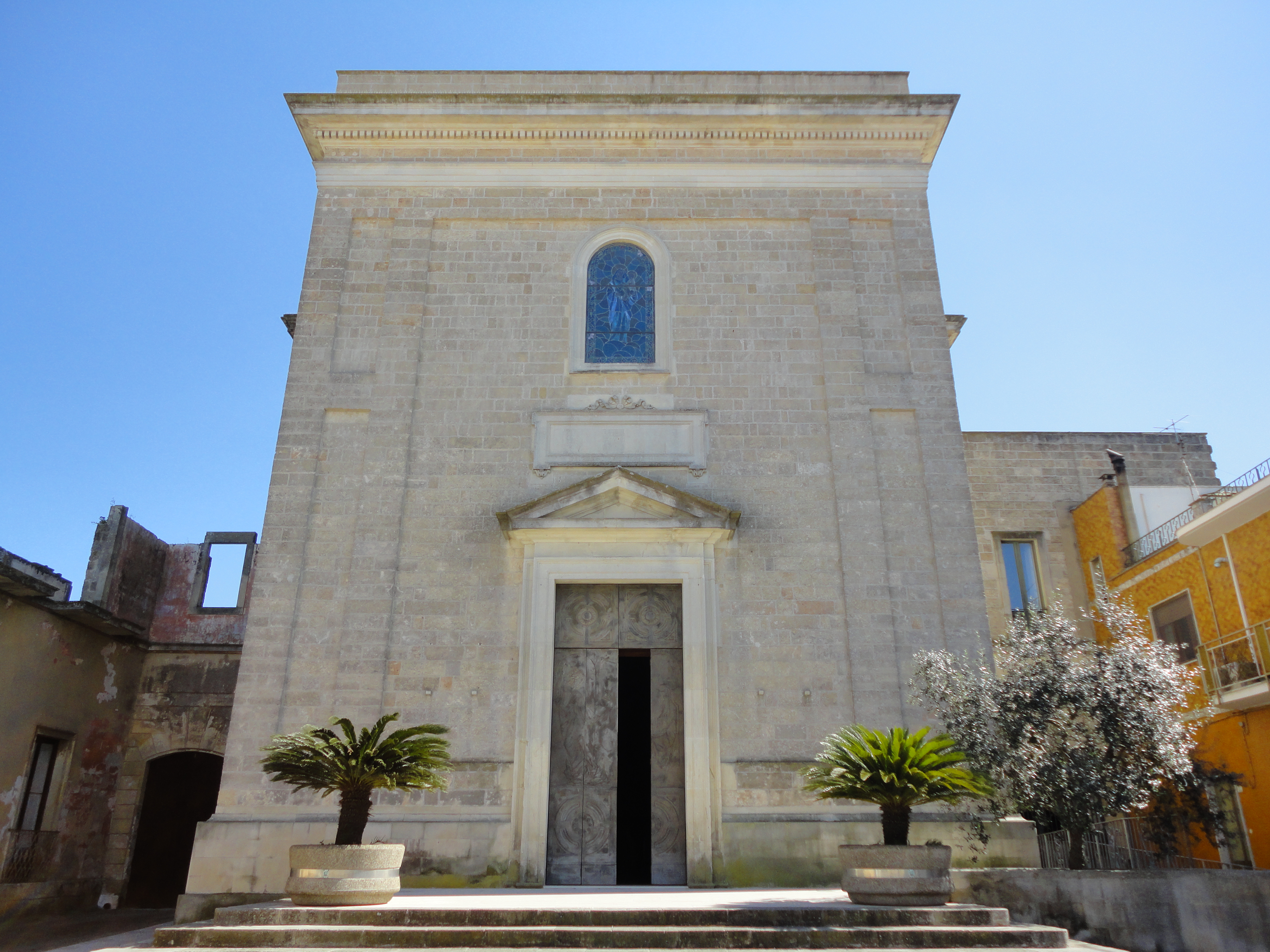
Chiesa madre

La chiesa madre della Natività di Maria Vergine fu progettata dall'architetto sponganese Filippo Bacile di Castiglione e fu costruita tra il 1865 e il 1871. Fu commissionata dalla nobildonna Consiglia Pesce che la donò con atto pubblico al popolo di Collepasso. Originariamente era dedicata alla Madonna del Buon Consiglio. La costruzione in carparo e pietra leccese, presenta una semplice facciata arricchita da un portale d'ingresso timpanato con porta bronzea. L'interno possiede una pianta a croce latina con mononavata e senza colonnati. All'intersezione dei bracci si eleva una cupola ribassata. L'altare maggiore e i quattro laterali sono in pietra leccese. All'interno si possono ammirare opere dell'artista salentino Don Michele Rizzo. Nel 1944 le pareti furono affrescate dal pittore Leonida Cortesi con scene di Santi e del Vangelo. Nel 2000, anno Giubilare, l'intera struttura è stata oggetto di restauro conservativo e di consolidamento statico.

#### Cappella della Santissima Trinità
La cappella della Santissima Trinità o dello Spirito Santo fu edificata nel XVII secolo ed è stata la prima chiesa del paese. Fu costruita per i bisogni spirituali dei castellani o degli addetti alla sorveglianza del feudo, oltre che dei pochi contadini che vivevano sui terreni baronali, nel quale si veneravano le immagini della Trinità e della Madonna delle Grazie. La ristrutturazione del 1870 comportò il rifacimento della facciata in stile neoclassico. Possiede una campana del 1857. L'interno è a croce greca con bassa cupola emisferica sostenuta da quattro colonne e quattro arcate. Sono presenti due altari in pietra leccese al di sopra dei quali sono collocate due tele ottocentesche.

#### Cappella dell'Immacolata
È situata accanto a Palazzo Pesce e risale al XVIII secolo. Dopo l'inaugurazione della chiesa madre, fu dapprima usata come falegnameria per poi essere, nel 1945, riconsiderata come luogo di culto.

#### Chiesa di San Francesco
Situata in una posizione periferica, fu voluta fortemente da don Salvatore Miggiano nel 1980. È in stile moderno e sobrio. All'interno vi è l'opera della "Crocifissione" di autore ignoto ma restaurata da Lionello Mandorino.

#### Chiesa Cristo Re dell'Universo
Seconda parrocchia del paese, di recente fattura, è contraddistinta da un'architettura moderna ed è sita sulla strada che collega Collepasso al limitrofo comune di Casarano.

### Architetture civili

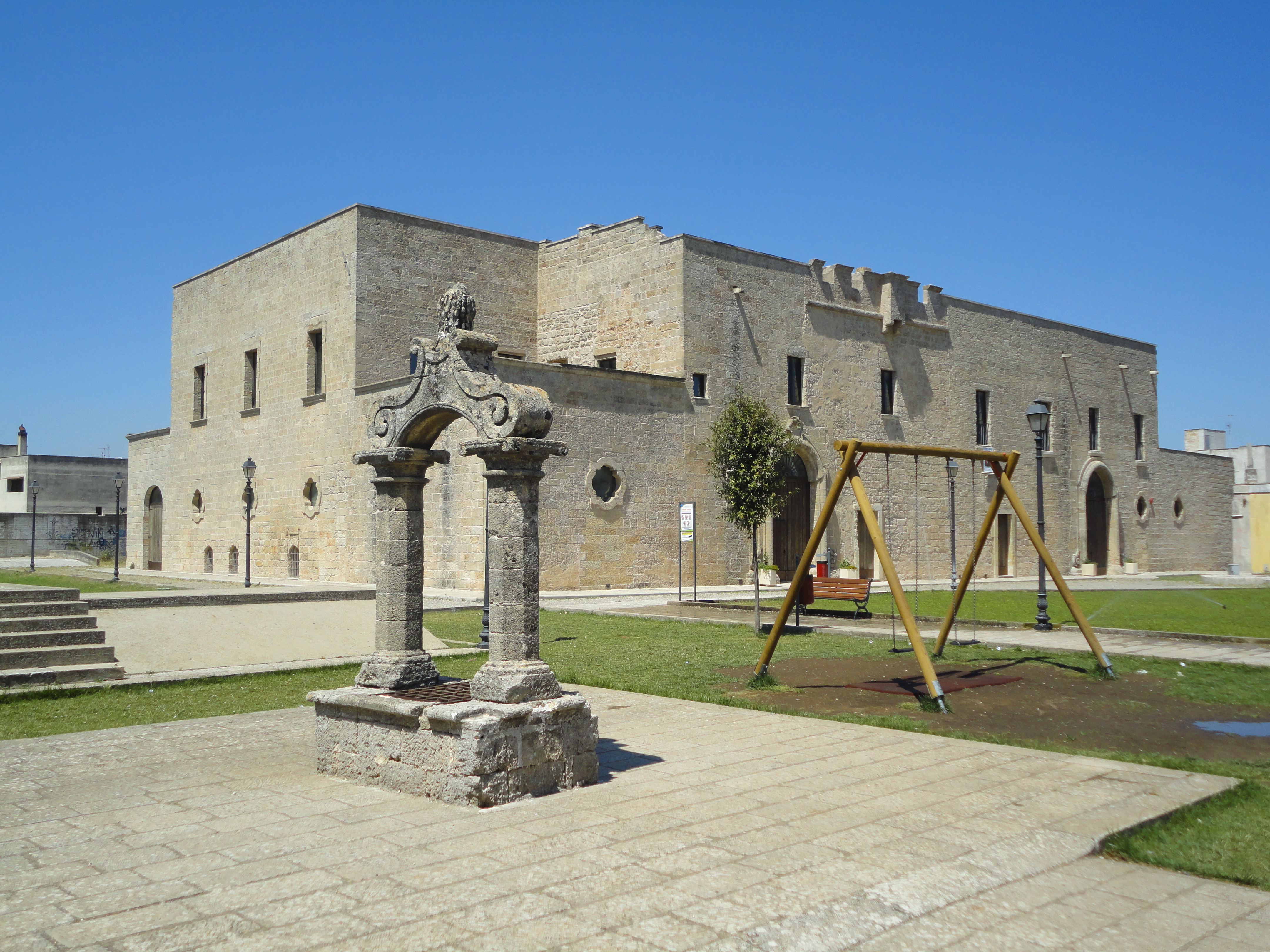
Palazzo Baronale

#### Palazzo Baronale
Il palazzo baronale è il risultato di diversi interventi e lavori di ampliamento, i quali terminarono nel XVIII secolo con il feudatario Oronzo Leuzzi. Ingloba un'antica costruzione edificata nel 1576 da Pietro Massa, sopra ad un'altra già preesistente, ossia una torre di difesa di epoca bizantina. Tale palazzo divenne il centro dell'attività politica e culturale collepassese sotto l'egemonia della Baronessa Aurora Leuzzi. Nel 1992 e nel 2006 si sono avuti dei lavori di restauro.
Costituisce un immobile di interesse culturale dal 1987, anno del trasferimento della proprietà al Comune.

#### Palazzo Nuovo
Così detto per distinguerlo dal "Palazzo Vecchio" cioè il palazzo Baronale, fu edificato intorno al 1840 per volontà del Conte Alberti. Presenta una facciata con elementi déco, causa un rifacimento del 1912. Residenza, al suo inizio, di Carlo Viva del Gado e Carlotta Piro, i due figli che la Baronessa Aurora Leuzzi e il Conte Bartolomeo Alberti ebbero nella loro lunga convivenza, attualmente è abitato dalle famiglie eredi. È ubicato a ridosso del centro in Piazzetta Cristoforo Colombo a cui si accede attraverso la via Conte Alberti.

#### Palazzo Viva
Si trova in Piazza Dante. Si tratta di un maestoso edificio risalente alla fine del XIX secolo; la facciata molto elegante è arricchita da un ornato portale d'accesso.

#### Palmento

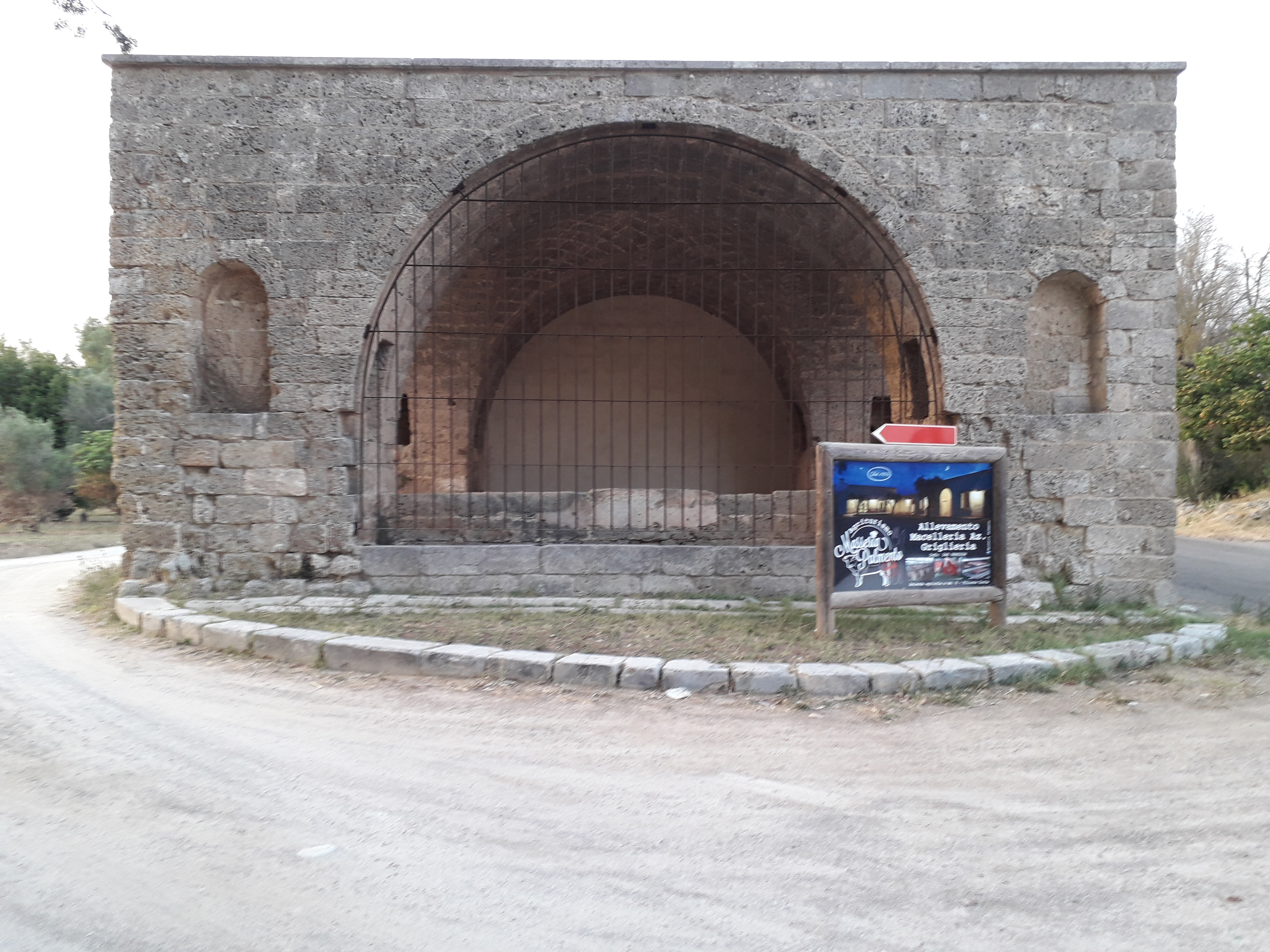
Palmento in via Corsica già strada provinciale per Noha-Galatina

Il Palmento risale al 1749 e fu edificato dal Barone Carlo Leuzzi. Situato sulla provinciale per Noha-Galatina, all'ingresso del paese, è un monumento che attesta l'antica vocazione viti-vinicola del sito. Ridotto quasi ad un rudere, recentemente è stato restaurato dalla Provincia di Lecce.

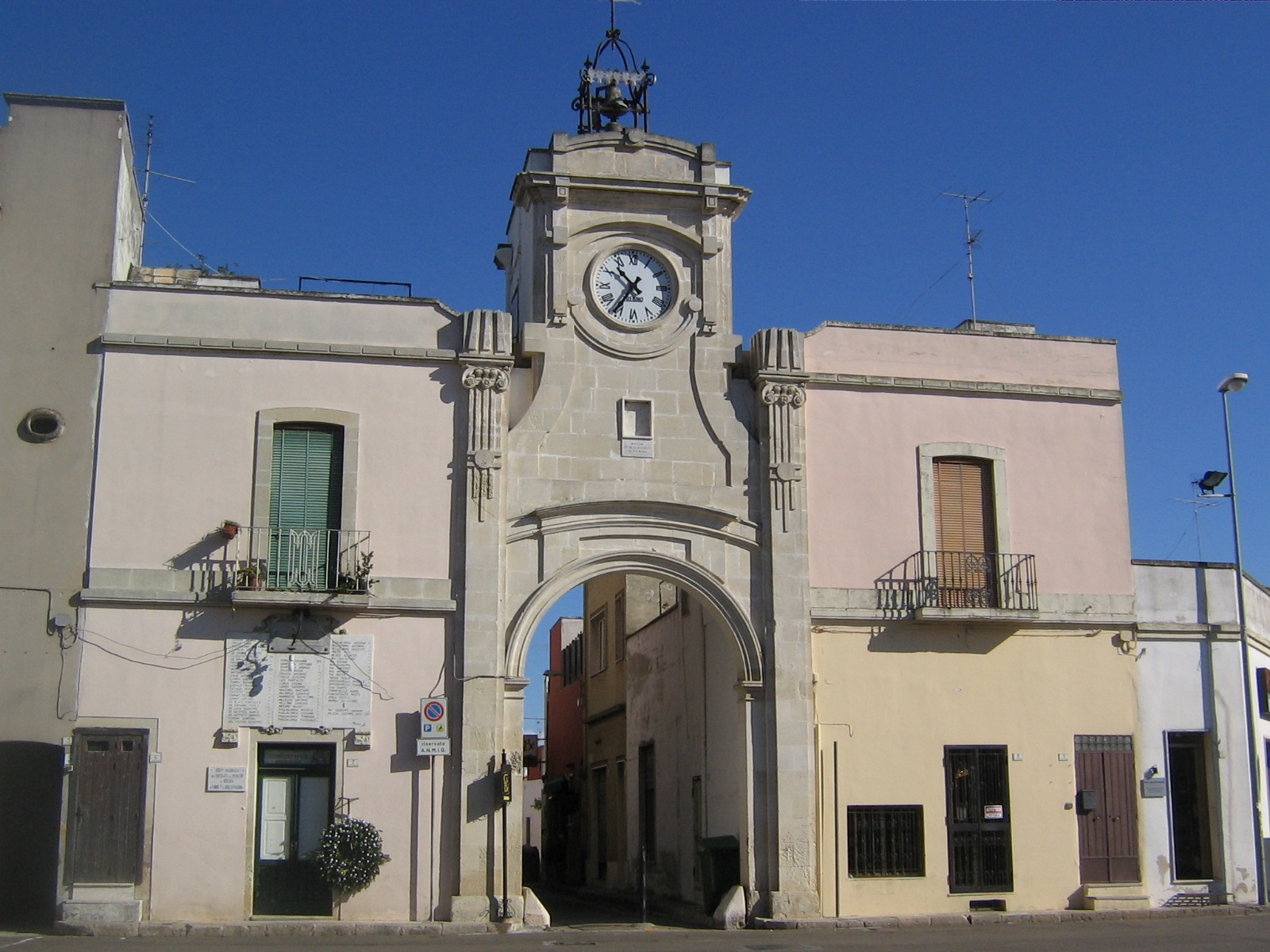
Torre dell'Orologio

### Altro

#### Piazza Martiri Ungheresi
Situata alle spalle della piazza principale del paese, si caratterizza per la presenza della colonna di San Giuseppe, opera di don Michele Rizzo. Alta quattro metri, la statua proviene dalla vecchia parrocchiale crollata nel 1858.

#### Torre dell'Orologio
Si trova in piazza Dante, al centro del paese. Fu costruita fra il 1913 e il 1914.

### Aree naturali

#### Parco Bosco
È un boschetto di querce, adibito a Parco. È usato prevalentemente per delle feste e delle sagre. Agli inizi del XX secolo la sua estensione occupava un'area significativa, ma col tempo è divenuta di pochi km quadrati.
Si trova all'uscita del paese, in direzione Cutrofiano.

## Società

### Evoluzione demografica
Abitanti censiti

### Etnie e minoranze straniere
Al 31 dicembre 2020 a Collepasso risultano residenti 77 cittadini stranieri. Le nazionalità principali sono:

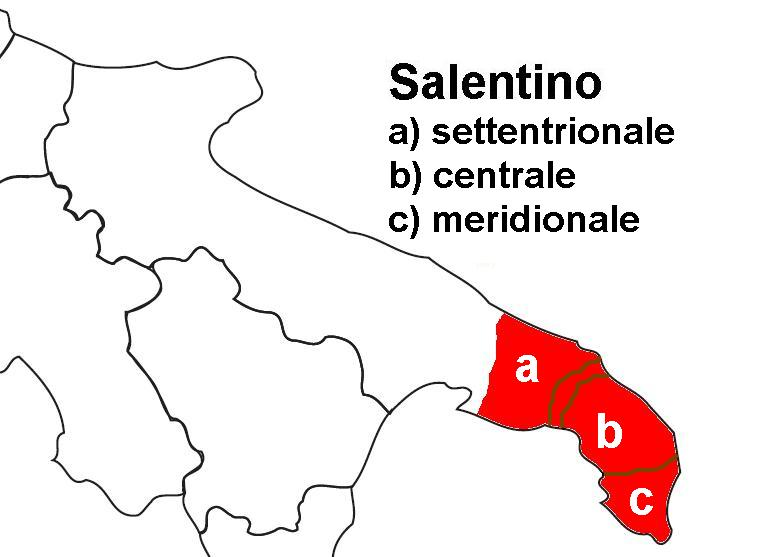
Diffusione del dialetto salentino

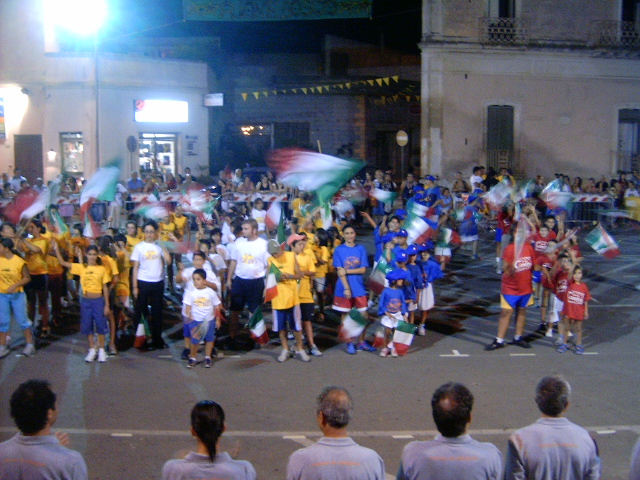
Palio collepassese nel 2006

- Senegal - 19

### Lingue e dialetti
Il dialetto parlato a Collepasso è il dialetto salentino nella sua variante meridionale. Il dialetto salentino si presenta carico di influenze riconducibili alle dominazioni e ai popoli stabilitisi in questi territori che si sono susseguite nei secoli: messapi, greci, romani, bizantini, longobardi, normanni, albanesi, francesi, spagnoli.

### Tradizioni e folclore

#### Festa patronale
È dedicata alla Madonna delle Grazie e si festeggia il 7-8-9 settembre.

#### Presepe vivente
Si svolge presso la masseria Quagliasiero durante il periodo natalizio. Per alcuni anni è stato allestito presso il parco Bosco, nel centro cittadino.

## Cultura

### Eventi

#### Salento Half Marathon
Si svolge secondo il calendario FIDAL; si tratta di una mezza maratona che si corre per le vie urbane ed extraurbane attraverso i comuni della Unione delle Serre salentine (Collepasso-Aradeo-Seclì-Neviano). 
- Palio Collepassese
- Si tratta di una manifestazione organizzata congiuntamente dalla Amministrazione comunale,csi,rioni collepassesi.
- Nata nel 1980 è arrivata alla 25° edizione  a sfidarsi nei vari giochi e discipline sportive sono i quattro rioni nella prima settimana di agosto in piazza dante e largo nasserya
- Tafuri (bianchi)
- Bosco (verdi/gialli)
- Carrozzini (blu)
- Castello (rossi)
- Album d' oro
- *2025 Carrozzini
- *2024 tafuri
- *2023 tafuri
- *2022 tafuri
- *2021 sospeso per covid
- *2020 sospeso per covid
- *2019 tafuri
- *2018 bosco
- *2011 tafuri
- *2009 tafuri/Carrozzini
- *2008 tafuri
- *2006 bosco
- *2005 bosco
- *2003 tafuri
- *2002 bosco
- *2001 bosco
- *2000 tafuri
- *1999 bosco
- *1998 bosco
- *1991 castello
- *1988 tafuri-San Francesco (bosco)
- *1987 castelsantacroce 
  - 1984 San Giuseppe (castello) da verificare
  - 1983 San Giuseppe (castello) da verificare
  - 1982 San Giuseppe
  - 1981 castello (carrozzini)
- 1980 castello (carrozzini)

## Infrastrutture e trasporti

### Strade
I collegamenti stradali principali sono rappresentati da:
- Strada statale 16 Adriatica; Lecce-Maglie o Strada statale 101 Salentina di Gallipoli; Lecce-Gallipoli.

Da qui è rangiungibile attraverso la strada provinciale 361 Gallipoli-Maglie.
Il centro è anche raggiungibile dalle strade provinciali interne: SP198 Collepasso-Cutrofiano, SP43 Alezio-Tuglie-Collepasso, SP352 Noha-Collepasso.

## Amministrazione
| Periodo           | Periodo           | Primo cittadino                               | Partito                                | Carica                        | Note   |
| ----------------- | ----------------- | --------------------------------------------- | -------------------------------------- | ----------------------------- | ------ |
| 1907              | 1912              | Angelo Marra, Cosimo Malorgio, Cosimo Marzano | -                                      | Commissariato                 |        |
| 1912              | 1914              | Carlo Viva                                    | -                                      | Sindaco                       |        |
| 1914              | 1915              | Luigi Costa                                   | -                                      | Sindaco                       |        |
| 1915              | 1920              | Giovanni Pica                                 | -                                      | Sindaco                       |        |
| 1920              | 1923              | Carlo Viva                                    | -                                      | Sindaco                       |        |
| 1923              | 1923              | Nicola Alemanno                               | -                                      | Commissario                   |        |
| 1923              | 1923              | Ercole Aprile                                 | -                                      | Commissario                   |        |
| 1923              | 1923              | Stanislao Costa                               | -                                      | Sindaco                       |        |
| 1923              | 1925              | Giuseppe Longo                                | -                                      | Sindaco facente funzioni      |        |
| 1925              | 1932              | Germano D'Amanzo                              | -                                      | Podestà                       |        |
| 1932              | 1932              | Giuseppe Rotella                              | -                                      | Commissario                   |        |
| 1932              | 1933              | Carlo Viva                                    | -                                      | Commissario                   |        |
| 1933              | 1934              | Carlo Viva                                    | Partito Nazionale Fascista             | Podestà                       |        |
| 1934              | 1934              | Gaetano Danieli                               | -                                      | Commissario                   |        |
| 1934              | 1936              | Carlo Viva                                    | Partito Nazionale Fascista             | Podestà                       |        |
| 1936              | 1945              | Commissariamento                              |                                        | Commissariamento ministeriale |        |
| 1946              | 1951              | Andrea Rotella                                | Democrazia Cristiana                   | Sindaco                       |        |
| 1951              | 1953              | Carlo Viva                                    | -                                      | Sindaco                       |        |
| 1953              | 1956              | Germano D'Amanzo                              | -                                      | Sindaco                       |        |
| 1956              | 1960              | Giordano Marzano                              | Democrazia Cristiana                   | Sindaco                       |        |
| 1960              | 1975              | Giuseppe Errico                               | Democrazia Cristiana                   | Sindaco                       |        |
| 1975              | 1977              | Luigi Longo                                   | Democrazia Cristiana                   | Sindaco                       |        |
| 1977              | 1980              | Antonio Longo                                 | Cattolici Popolari                     | Sindaco                       |        |
| 1980              | 1985              | Giuseppe Marzano                              | Democrazia Cristiana                   | Sindaco                       |        |
| 10 settembre 1988 | 2 agosto 1990     | Silvano Errico                                | Democrazia Cristiana                   | Sindaco                       | [ 15 ] |
| 2 agosto 1990     | 17 aprile 1992    | Luigi Longo                                   | Democrazia Cristiana                   | Sindaco                       | [ 15 ] |
| 17 giugno 1992    | 12 gennaio 1993   | Francesco Greco                               |                                        | Comm. straordinario           | [ 15 ] |
| 12 gennaio 1993   | 1º agosto 1994    | Leonardo Malorgio                             | lista civica                           | Sindaco                       | [ 15 ] |
| 1º agosto 1994    | 21 novembre 1994  | Romolo Gusella                                |                                        | Comm. pref.                   | [ 15 ] |
| 21 novembre 1994  | 4 dicembre 1997   | Leonardo Malorgio                             | lista civica                           | Sindaco                       | [ 15 ] |
| 4 dicembre 1997   | 25 maggio 1998    | Alfredo Gianfreda                             | lista civica                           | Vice Sindaco Reggente         | [ 15 ] |
| 25 maggio 1998    | 28 maggio 2002    | Salvatore Perrone                             | centro-destra                          | Sindaco                       | [ 15 ] |
| 28 maggio 2002    | 23 settembre 2005 | Salvatore Perrone                             | lista civica Polo per Collepasso       | Sindaco                       | [ 15 ] |
| 23 settembre 2005 | 30 maggio 2006    | Paola Mauro                                   |                                        | Comm. straordinario           | [ 15 ] |
| 30 maggio 2006    | 16 maggio 2011    | Vito Perrone                                  | lista civica Unione per Collepasso     | Sindaco                       | [ 15 ] |
| 16 maggio 2011    | 6 Giugno 2021     | Paolo Menozzi                                 | lista civica Alleanza per Collepasso   | Sindaco                       | [ 15 ] |
| 5 Ottobre 2021    | "in carica"       | Laura Manta                                   | lista civica Collepasso Impegno Comune | Sindaco                       | [ 15 ] |